# (584) Семирамида
(584) Семирамида (лат. Semiramis) — астероид главного пояса, который относится к спектральному классу S. Он был открыт 15 января 1906 года немецким астрономом Августом Копффом в Обсерватории Хайдельберг-Кёнигштуль и назван в честь легендарной ассирийской царицы Семирамиды.
Фотометрические наблюдения, проведённые в 2014 году Марком Эвансом, позволили получить кривые блеска этого тела, из которых следовало, что период вращения астероида вокруг своей оси равняется 5,0689 ± 0,0001 часам, с изменением блеска по мере вращения 0,47 ± 0,01 m.